# Médaille d'or de Nizami Gandjavi

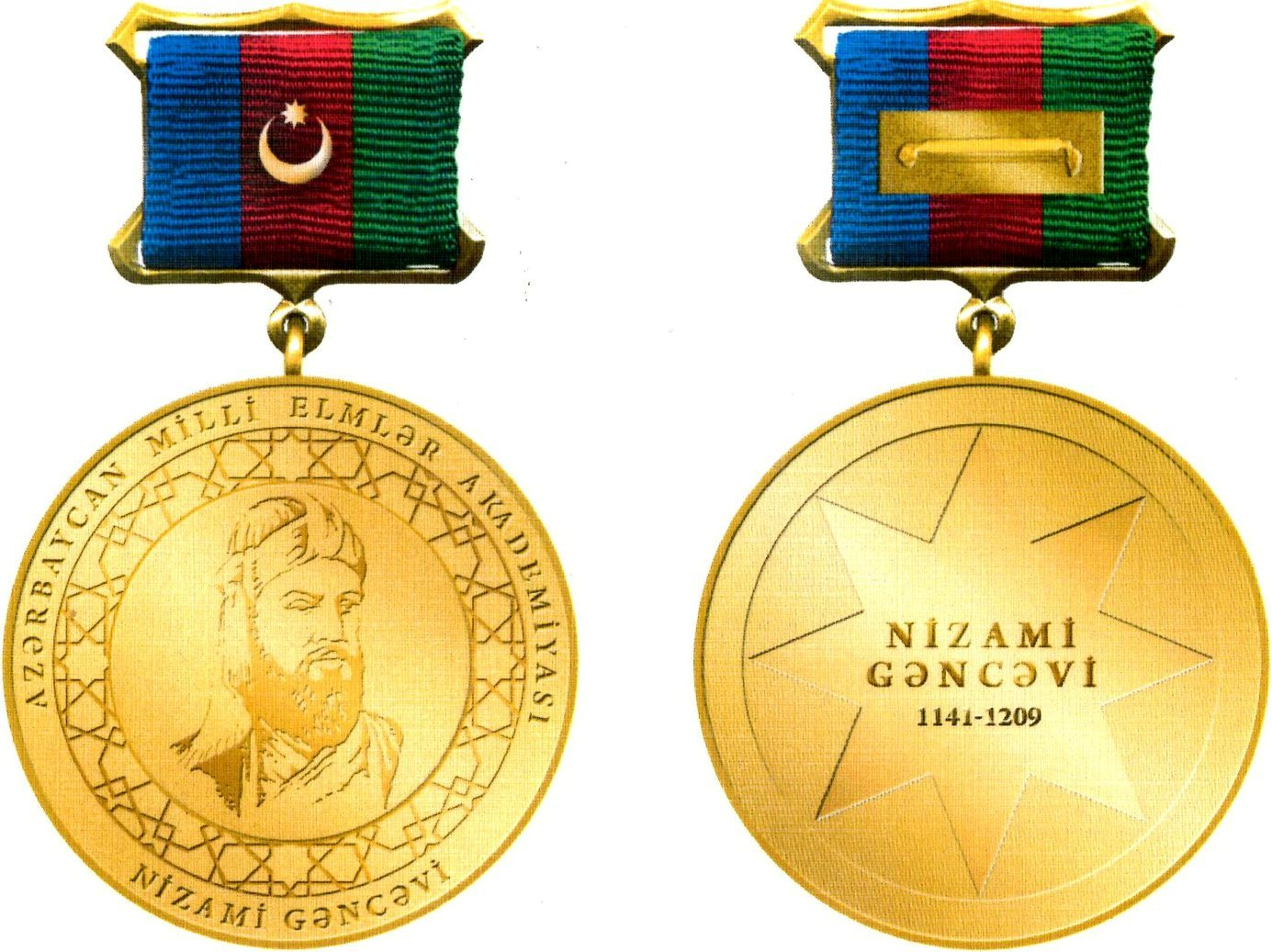

La médaille d'or au nom de Nizami Gandjavi (en azerbaïdjanais: médaille Nizami Gəncəvi adına Qızıl) est une récompense d'État de l'Azerbaïdjan. Le 16 mai 2014, elle est créée par l'Assemblée nationale d'Azerbaïdjan et décerné chaque année à des scientifiques azerbaïdjanais et à un scientifique étranger pour leurs travaux scientifiques remarquables.

## Histoire
La décision sur l'établissement «Médaille d'or de Nizami Gandjavi» a été acceptée lors de la réunion de l'Assemblée nationale du 6 novembre 2013. Parallèlement, il a été débattu des questions relatives à la description de la médaille lors de la réunion.
L'Assemblée nationale a apporté des modifications à la loi de l'Azerbaïdjan sur l'établissement des ordres et des médailles de l'Azerbaïdjan et l'octroi d'une «médaille d'or portant le nom de Nizami Ganjavi» lors de sa séance plénière du 16 mai 2014.

## Description de la médaille
La médaille ronde de 30 mm de diamètre est en bronze et recouverte d'or. Il y a trois arcs sur la face avant de la médaille. Le long de l'arc supérieur, de gauche à droite, il est écrit "Académie nationale des sciences d'Azerbaïdjan" et "Nizami Gandjavi". L'image de Nizami Gandjavi est décrite de ce côté couvert de motifs nationaux. Sur le revers, une étoile à huit branches est au centre de la médaille et le nom de "Nizami Gandjavi" est écrit à l'intérieur de l'étoile. La date de naissance du poète est également indiquée de ce côté.